# Campionats del món de ciclisme en ruta de 1995
Els Campionats del món de ciclisme en ruta de 1995 es disputaren del 4 al 8 d'octubre de 1995 a Duitama, Colòmbia. Aquesta fou la darrera ocasió en què es disputà la Cursa en línia masculina amateur.

## Resultats
| Proves :                         | Or                             | Or         | Argent                    | Argent     | Bronze                       | Bronze      |
| Masculines                       |                                |            |                           |            |                              |             |
| Cursa en línia masculina detalls | Abraham Olano · Espanya        | 7h 09' 55" | Miguel Indurain · Espanya | + 35"      | Marco Pantani · Itàlia       | m. t.       |
| Contrarellotge masculina detalls | Miguel Indurain · Espanya      | 55' 30.40" | Abraham Olano · Espanya   | + 48.97"   | Uwe Peschel · Alemanya       | + 2' 03.50" |
| Cursa en línia masculina amateur | Danny Nelissen · Països Baixos | 4h 52' 39" | Daniele Sgnaolin · Itàlia | + 13"      | Víctor Becerra · Colòmbia    | + 46"       |
| Femenines                        |                                |            |                           |            |                              |             |
| Cursa en línia femenina detalls  | Jeannie Longo · França         | 2h 37' 45" | Catherine Marsal · França | + 38"      | Edita Pučinskaitė · Lituània | + 1' 56"    |
| Contrarellotge femenina detalls  | Jeannie Longo · França         | 44' 27.3"  | Clara Hughes · Canadà     | + 1' 11.4" | Kathryn Watt · Austràlia     | + 1' 25"    |

## Medaller
| Posició | País          | Or | Plata | Bronze | Total |
| 1       | Espanya       | 2  | 2     | 0      | 4     |
| 2       | França        | 2  | 1     | 0      | 3     |
| 3       | Països Baixos | 1  | 0     | 0      | 1     |
| 4       | Itàlia        | 0  | 1     | 1      | 2     |
| 5       | Canadà        | 0  | 1     | 0      | 1     |
| 6       | Austràlia     | 0  | 0     | 1      | 1     |
| 6       | Colòmbia      | 0  | 0     | 1      | 1     |
| 6       | Alemanya      | 0  | 0     | 1      | 1     |
| 6       | Lituània      | 0  | 0     | 1      | 1     |
| Total   | Total         | 5  | 5     | 5      | 15    |